# Kosmos 2291
Kosmos 2291, ruski komunikacijski satelit iz programa Kosmos. Vrste je Potok (Geizer br. 19L). Lansiran je 21. rujna 1994. godine u 17:53 s kozmodroma Bajkonura (Tjuratama) u Kazahstanu. Lansiran je u geostacionarnu orbitu oko planeta Zemlje raketom nosačem Proton-K/DM-2 8K72K. Orbita mu je 35.762 km u perigeju i 35.810 km u apogeju. Orbitna inklinacija mu je 1,40°. Spacetrackov kataloški broj je 23267. COSPARova oznaka je 1994-060-A. Zemlju obilazi u 1436,06 minuta. Pri lansiranju bio je mase 2300 kg. 

## Vanjske poveznice
- N2YO.com Search Satellite Database
- Celes Trak SATCAT Format Documentation (engl.)
- Kunstman  Arhivirana inačica izvorne stranice od 12. kolovoza 2019. (Wayback Machine) Satellites in Orbit (engl.)